# انگه (سوئد)
آنگه (به سوئدی: Änge) یک منطقهٔ مسکونی در سوئد است که در بخش کروکام واقع شده‌است. انگه ۰٫۵۶ کیلومتر مربع مساحت و ۳۱۴ نفر جمعیت دارد.